# Max Blecher
Max Blecher (8. září 1909 Botoșani – 31. května 1938 Roman) byl rumunský spisovatel.
Narodil se v bohaté židovské rodině. Odmaturoval na střední škole v Romanu a odjel do Paříže studoval medicínu, avšak v roce 1928 se u něj projevily příznaky Pottovy nemoci, kvůli níž byl upoután na lůžko. Pobýval v sanatoriu v Techirghiolu a švýcarském Leysinu, od roku 1935 žil v Romanu, kde zemřel ve věku 28 let.
Přispíval do francouzského časopisu Le Surréalisme au service de la révolution. Vydal básnickou sbírku Průsvitné tělo (1934) a prózy Příhody z bezprostředního neskutečna (1936) a Zjizvená srdce (1937). O posmrtné vydání jeho deníků se zasloužil Sașa Pană. Blecherova tvorba se vyznačuje bohatou obrazností ovlivněnou surrealismem a sugestivně popisuje autorův boj s bolestivou a nevyléčitelnou chorobou. Jeho dílo ocenili Geo Bogza, Eugène Ionesco a Mihail Sebastian.
Radu Jude zfilmoval jeho knihu Zjizvená srdce. Pražské Chemické divadlo vytvořilo inscenaci Příhody z bezprostředního neskutečna.